# كينتا فوروب
كينتا فوروب (باليابانية: 古部 健太) (30 نوفمبر 1985 في هيوغو في اليابان – )؛ هو لاعب كرة قدم ياباني سابق كان يلعب كمهاجم.

## وصلات خارجية
- كينتا فوروب على موقع رابطة كرة القدم اليابانية للمحترفين (اليابانية)
- كينتا فوروب على موقع قاعدة بيانات كرة القدم.إي يو (الإنجليزية)
- كينتا فوروب على موقع Soccerway.com (الإنجليزية)
- كينتا فوروب على موقع عالم كرة القدم.نت (الإنجليزية)